# Cratolabus formosanus
Cratolabus formosanus là một loài tò vò trong họ Ichneumonidae.